# Петар од Сан Суперана
Педро де Сан Суперано (такође се пише Петар од Светог Суперана пише Сан Суперан, на фр. Pierre de Saint-Superan; умро 1402. године) био је капетан Наварске компаније на Пелопонезу од 1379. године док није постао кнез од Ахаје 1396. године, ту дужност је обављао до своје смрти.

## Име
Педро де Сан Суперано се појављује са значајним бројем имена у библиографији. У наставку је приказано његово име како га је користио он сам, као и савременици у писмима тог периода. Даље, представљено је и мноштво различитих назива у каснијој библиографији.
У писму од 17. јула 1385. године, Педро се потписује као Петро де Санкто Суперано, капитано Принципатус де ла Морериа (у време док је био војни капетан у кнежевини Ахаји, док је Махиот де Кокерел био баилл кнежевине Ахаје).
Дана 12. септембра 1382. године, у другом писму, он се помиње као ло борт ден Сен Субра, што аутор књиге (1947. године), уписује знаком питања и објашњава: «Борт де Сант Кебриа (такође познат као Пере де Сан Суперано )»
У писму од 17. априла 1387. године, он се позива на Петро де Сент Сиура капетан и генерални викар кнежевине Ахаје.
У истој књизи из 1947. године, аутор коментарише писмо Агнес Ачиајуоли, која је писала свом брату Донату) и она Педра назива „Пиере Бордеаук де Саинт Суперан, такозвани Борт де Сант Кебриа".
У књизи из 1907. године, добити податак да се Пјер де Сан Суперано и Варваса, команданти, први пут помињу 1380. године, као и да је Сан Суперан добио бордошко држављанство од Црног принца.
У другом делу појављује се као Пиере Бордеаук де Саинт Суперан, Сигноре де Ландиранс. Свети Суперан (на француском) или Сан Суперано (на каталонском) се односи на замак, вероватно близу Ландираса 29 миља јужно-југоисточно од Бордоа. У области Ландираса налази се замак (Шато де Ландирас) изграђен 1306. године.
У издању из 1913. Педро се помиње као С. Суперан-Ландирас.
Из референце из 1382. године, појављује се као Пјер Лебур де Сен-Суперан, заједно са Бераром де Варвасом и другде само Пјер Лебур и у другој модификацији као Петрус Лебор де Санкто Суперано.
У извору из 1994. године, помиње се као Педро Бордо де Сан Суперано, ау другом из 1885. године, Педро Бордо де Сент Егзипери са објашњењем „или копиле од Сан Суперана“.
Коначно, у извору из 1883. помиње се као „Пјер де Сент Егзипери, који се у латинским и италијанским текстовима назива Петрус де Санкто Суперано, Петро де Сан Суперано, назван Бордо или Бордо од места његовог рођења“.

## Живот
Након што су се остаци прве наварске чете преселили из Драча у Мореју, вероватно 1378. године, појавили су се реорганизовани под три поглавице, капетана, по имену Махио де Кокерел, Берард де Варваса и Педро Бордо. Године 1381, Махиота, највећег од тројице, подигао је латински цар Џејмс од Боа на положај дворског извршитеља Ахаје, док су се Педро и Берард појавили као његови царски капетани. Након Џејмсове смрти (1383. године), његови наследници, краљ Карло III Напуљски и његов син Ладислав Анжу, нису успели да задрже контролу над својом кнежевином Ахајом и Наварска компанија је држала власт у региону. Компанија је водила преговоре између конкурентских претендената на кнежевину и Републике Венеције. Махиот је умро 1386. године, и Педро га је наследио као де факто владар Компаније и Ахаје. Дана 26. јула 1387. године, Педро је, уз подршку и световне и црквене власти у Грчкој, потврдио уговор са Венецијом којим су јој уступљена права у луци Наварино.
Дана 6. септембра те године, папа Урбан VI је изјавио да, пошто су наследници Џејмса од Бокса изгубили своја права у корист Свете столице, и да кнежевина припада њему и да је препустио управу над њом Паулу Фоскарију, надбискупу Патраса, који је заузврат поставио Педра за генералног викара. Педро је стално био у рату са деспотовином Морејом, против које је чак користио османске гусаре, и Атинским војводством под војводом Нериом I Ачајолијем. Војвода Нерио I је ухваћен у близини Воштице 10. септембра 1389. године, док је покушавао да преговара са Педром о Аргосу и Науплији. Морао је да купи своју слободу уступцима наварском савезнику, Венецији. Касно 1394. или почетком 1395. године, турски генерал Евренос - бег упао је у кнежевину и сусрео се са Педровим снагама код Леонтарија. Њих двојица су заједно опседали и заузели акову (28. фебруара). Након што се Евренос вратио у Тесалију, Педра су поразили Грци и заробили га са великим констаблом Андроником Асеном Закаријом, његовим шураком. Венеција је у децембру платила 50.000 хиперпира за ослобађање својих савезника.
Почетком следеће године, Педро је пристао да плати 3.000 дуката краљу Ладиславу у замену за титулу кнеза од Ахаје. Био је прогглашен за кнеза, али никада није извршио исплату. Те године, Педро је сарађивао са Венецијом на поновном утврђивању Хексамилиона и решавању граничних спорова око Модона и Корона. После битке код Никопоља, османски султан Бајазит I скренуо је пажњу на смањење преосталих хришћанских држава у Грчкој. Ово је привукло кнеза Педра и деспота Мореје Теодора I Палеолога у савез. На броду је био одред витезова Светог Јована, али је млетачки сенат одбио да помогне Византинцима. Кнез Педро је 1399. године, победио инвазивну турску војску и од папе Бонифација IX (15. фебруара 1400. године), добио титуле папског викара и гонфалонијера кнежевине Ахаје. Међутим, хришћански савез није потрајао и кнез Педро је извршио пљачкашки поход на венецијанске поседе Модона и Корона 1401. године. Кнез Педро од Светог Суперана је умро следеће године, остављајући Ахају са својим малим сином под намесништвом своје жене кнегиње Марије II Закарије. Кнегиња Марија II Закарија од Сан Суперана је предала намесништво свом братанцу барону Центурионеу II, који је одмах платио преосталу суму коју је краљ Ладислав тражио и добио титулу кнеза.